# Валсери
Валсери су германски народ који изворно потиче из старе Швапске (данашње Баварске). Између 5. и 6. века кренули су према југу и у швајцарским долинама населили подручје Валиса. У 13. веку поново се догодила сеоба неких група које су населиле долине које окружују Монте Росу и подручје Валсесије и долине Гресонија.

## Порекло
Познати под именом Wallser или Walser, које потиче од немачког назива за подручје Валиса (Valais на француском), овај народ називају још и Немцима Гресонија. Живели су у независним заједницама, гајили јечам, махунасто поврће и раж, као и говеда, козе и овце и производили сир, маст, маслац, вуну и кожу. Затим би те производе мењали за алат, вино и со. Следили су промене годишњих доба када су у мају водили стада на испашу у планине и враћали у долине у октобру.

## Валсерске куће
У долинама око Монте Росе валсерске куће су збијене и деле заједничку пећ, бунар и пресу за маслине. Ниже пределе планинских обронака прекривају терасасто обрађена поља, док се на вишим налазе места за испашу домаћих животиња. Типичне валсерске куће саграђене су од омалтерисаних греда јела или ариша постављених на озидани темељ.
Велика просторија на доњем нивоу употребљавала се као стаја, кухиња и складиште ратарског алата. Стаја која се грејала природним путем, само телесном топлотом животиња, од породичне зимске просторије зване vongade била је одвојена дрвеном преградом. На горњим спратовима налазиле су се летње спаваонице, ткаоница и просторија звана spiher која се користила као остава, али и као амбар. Са спољашње стране сваког нивоа куће налазила се велика дрвена лођа испуњена полицама на којима се сушило сено. Кров је био направљен од великих плоча од шкриљаца, постављених старом техником, данас напуштеном.
Саграђене знатно једноставније и одвојене од кућа биле су стаје, а такође и склоништа која су се користила током премештања говеда на ниже планинске пашњаке на које се стока доводила у пролеће и пашњаке на већим надмдорским висинама. Ове камене грађевине биле су прекривене кровом од шкриљца који су подупирале масивне греде на стубовима.
Промена годишњих доба обележавана је верским прославама и гозбама. Почетак јесени славио се у септембру када би направили велику ломачу звану „ватра радости”, после чега је следила гозба којом се славио крај планинских испаша и повратак у село.
Ражани хлеб се пекао у заједничким пећима, а припремало се и усољено месо за иберлеке, традиционално зимско јело које се послуживало у време када су села више месеци били прекривени снегом. На дан Светог Николе с пашљака су се враћали пастири и почињало би зимско раздобље. Заједница је поново на окупу и сви ће моћи да учествују у зимским верским прославама.